# Internationaux de Strasbourg 1994 - Doppio
Il doppio del torneo di tennis Internationaux de Strasbourg 1994, facente parte del WTA Tour 1994, ha avuto come vincitrici Lori McNeil e Rennae Stubbs che hanno battuto in finale Patricia Tarabini e Caroline Vis con il punteggio di 6–3, 3–6, 6–2.

## Teste di serie
1. Lori McNeil /  Rennae Stubbs (campionesse)
2. Mary Joe Fernández /  Ann Grossman (primo turno)

1. Jill Hetherington /  Shaun Stafford (semifinali)
2. Patricia Tarabini /  Caroline Vis (finale)

## Tabellone

### Legenda
| - Q = Qualificato - WC = Wild card - LL = Lucky loser | - ALT = Alternate - SE = Special Exempt - PR = Protected Ranking | - w/o = Walkover - r = Ritirato - d = Squalificato |